# دهستان خسروشیرین
خسروشیرین، دهستانی است از توابع بخش بهمن صغاد درشهرستان آباده استان فارس ایران، این دهستان در گذشته به شهرستان اقلید تعلق داشت اما به دلیل درخواست مردم دهستان خسرو شیرین مبنی بر نزدیک تر بودن به شهرستان آباده نسبت به شهرستان اقلید و سهولت در رفت و آمد و انجام امور اداری، این دهستان در ۱۰ مهر ۱۳۸۸ با تصویب هیئت وزیران از اقلید منتزع و به آباده الحاق گردید.

## جمعیت
براساس سرشماری سال ۱۳۸۵ جمعیت آن ۲٬۸۹۴ نفر (۷۲۷ خانوار) بوده‌است.

## تقسیمات کشوری
- روستاهای دهستان خسروشیرین
- خسروشیرین

- محمدآباد خسروشیرین

- فتح آباد خسروشیرین